# Alexa Glatch
Alexa Glatch (* 10. September 1989 in Newport Beach, Kalifornien) ist eine ehemalige US-amerikanische Tennisspielerin.

## Karriere
Alexa Glatch, die Sandplätze bevorzugt, begann im Alter von fünf Jahren mit dem Tennissport.
Sie gewann bisher zehn Einzel- und mit wechselnden Partnerinnen neun Doppeltitel auf dem ITF Women’s Circuit.
Zwischen dem Wimbledon-Turnier 2013 bis zum August 2014 hat sie kein Match auf der Damentour bestritten. Für das $50.000-Turnier in Las Vegas im September 2014 bekam sie dann eine Wildcard. 2015 gewann sie drei ITF-Turniere im Einzel.
Von Oktober 2017 bis April 2019 nahm sie an keinem Profiturnier teil und wurde zwischenzeitlich nicht mehr in der Weltrangliste geführt. Bis März 2020 konnte sie sich wieder bis unter die Top-300 in der Weltrangliste verbessern.

## Turniersiege

### Einzel
| Nr. | Datum            | Turnier       | Kategorie   | Belag             | Finalgegnerin      | Ergebnis       |
| --- | ---------------- | ------------- | ----------- | ----------------- | ------------------ | -------------- |
| 1.  | 26. Juni 2006    | Fort Worth    | ITF $10.000 | Hartplatz         | Jamie Hampton      | 6:4, 6:1       |
| 2.  | 9. Juli 2007     | Southlake     | ITF $25.000 | Hartplatz         | Sunitha Rao        | 6:2, 7:5       |
| 3.  | 19. Oktober 2008 | Toronto       | ITF $50.000 | Hartplatz (Halle) | Stéphanie Dubois   | 6:4, 6:3       |
| 4.  | 26. Oktober 2008 | Saguenay      | ITF $50.000 | Hartplatz (Halle) | Alberta Brianti    | 6:3, 6:1       |
| 5.  | 1. Februar 2010  | Laguna Niguel | ITF $25.000 | Hartplatz         | Chanelle Scheepers | 6:1, 6:0       |
| 6.  | 21. Oktober 2012 | Makinohara    | ITF $25.000 | Rasen             | Monique Adamczak   | 6:3, 6:4       |
| 7.  | 28. Oktober 2012 | Hamamatsu     | ITF $25.000 | Rasen             | Monique Adamczak   | 6:2, 6:3       |
| 8.  | 22. März 2015    | Irapuato      | ITF $25.000 | Hartplatz         | Renata Voráčová    | 6:2, 7:5       |
| 9.  | 5. April 2015    | Osprey        | ITF $50.000 | Sand              | Madison Brengle    | 6:2, 6:76, 6:3 |
| 10. | 27. Juli 2015    | Gatineau      | ITF $25.000 | Hartplatz         | Bianca Andreescu   | 6:4, 6:3       |

### Doppel
| Nr. | Datum              | Turnier       | Kategorie   | Belag     | Partnerin           | Finalgegnerinnen                         | Ergebnis          |
| --- | ------------------ | ------------- | ----------- | --------- | ------------------- | ---------------------------------------- | ----------------- |
| 1.  | 27. Juni 2006      | Edmond        | ITF $10.000 | Hartplatz | Ashley Weinhold     | Elizabeth Kaufman Lindsey Nelson         | 6:4, 6:4          |
| 2.  | 16. November 2008  | San Diego     | ITF $50.000 | Hartplatz | Christina Fusano    | Angela Haynes Mashona Washington         | 6:3, 6:2          |
| 3.  | 5. Juni 2009       | Nottingham    | ITF $75.000 | Rasen     | Natalie Grandin     | Eleni Daniilidou Rika Fujiwara           | 6:3, 2:6, [10:7]  |
| 4.  | 12. April 2011     | Osprey        | ITF $25.000 | Sand      | Stéphanie Foretz    | María Irigoyen Erika Sema                | 4:6, 7:5, [10:7]  |
| 5.  | 25. September 2011 | Albuquerque   | ITF $75.000 | Hartplatz | Asia Muhammad       | Grace Min Melanie Oudin                  | 4:6, 6:3, [10:2]  |
| 6.  | 2. Oktober 2011    | Las Vegas     | ITF $50.000 | Hartplatz | Mashona Washington  | Varvara Lepchenko Melanie Oudin          | 6:4, 6:2          |
| 7.  | 25. Oktober 2014   | Macon         | ITF $50.000 | Hartplatz | Madison Brengle     | Anna Tatischwili Ashley Weinhold         | 6:0, 7:5          |
| 8.  | 15. August 2021    | Landisville   | ITF W100    | Hartplatz | Hanna Chang         | Samantha Murray Sharan Walerija Sawinych | 7:63, 3:6, [11:9] |
| 9.  | 21. Mai 2023       | Bethany Beach | ITF W25     | Sand      | Hanna Posnichirenko | Gabriella Broadfoot Victoria Osuigwe     | 7:5, 7:5          |

## Abschneiden bei Grand-Slam-Turnieren

### Einzel
| Turnier         | 2004 | 2005 | 2006 | 2007 | 2008 | 2009 | 2010 | 2011 | 2012 | 2013 | 2014 | 2015 | 2016 | 2017 | Karriere |
| --------------- | ---- | ---- | ---- | ---- | ---- | ---- | ---- | ---- | ---- | ---- | ---- | ---- | ---- | ---- | -------- |
| Australian Open | —    | —    | —    | —    | —    | Q1   | —    | —    | —    | Q1   | —    | Q3   | Q1   | —    | —        |
| French Open     | —    | —    | —    | —    | —    | 2    | Q1   | —    | 2    | —    | —    | 1    | —    | Q1   | 2        |
| Wimbledon       | —    | —    | —    | —    | —    | 1    | —    | 1    | Q3   | 1    | —    | Q1   | —    | —    | 1        |
| US Open         | Q2   | 2    | 1    | 1    | 1    | 1    | Q1   | Q1   | Q3   | —    | —    | Q1   | —    | Q2   | 2        |

Zeichenerklärung: S = Turniersieg; F, HF, VF, AF = Einzug ins Finale / Halbfinale / Viertelfinale / Achtelfinale; 1, 2, 3 = Ausscheiden in der 1. / 2. / 3. Hauptrunde; Q1, Q2, Q3 = Ausscheiden in der 1. / 2. / 3. Runde der Qualifikation; n. a. = nicht ausgetragen

### Doppel
| Turnier         | 2005 | 2006 | 2007 | 2008 | 2009 | 2010 | 2011 | Karriere |
| --------------- | ---- | ---- | ---- | ---- | ---- | ---- | ---- | -------- |
| Australian Open | —    | —    | —    | —    | —    | —    | —    | —        |
| French Open     | —    | —    | —    | —    | —    | —    | —    | —        |
| Wimbledon       | —    | —    | —    | —    | 1    | —    | —    | 1        |
| US Open         | 1    | 1    | 1    | —    | AF   | 2    | 1    | AF       |